# مصطفى كمال أتاتورك (كتاب)
كتاب الصنم اليهودي الذي هوى مصطفى كمال أتاتورك ذئب الطورانية الأغبر هو كتاب للكاتب المصري منصور عبد الحكيم، نُشر لِأول مرة في سنة 2010.

## نُبذة عن الكتاب
يصف الكتاب أتاتورك بِأنه طاغية وعميل للغرب، يتحدث الكتاب في بدايته عن نهاية الخلافة العثمانية للمسلمين واصفاً الإصلاحات التي أستمرت (220) عام إلى أن سقطت الدولة إنما هي معول هدم.
ويتحدث الكتاب عن يهود الدونمة في تركيا، ويتحدث عن الإتحاد والترقي والماسونية الصهيونية اليهودية، ويتكلم عن الماسونية ودورها في إنهاء الخلافة العثمانية للمسلمين، يتحدث عن موقف السلطان عبد الحميد وموقفه من حركة أتاتورك وبعدها يتحدث عن طفولة أتاتورك وعن انضمامه إلى مدرسة الضباط ودوره في تسليم ليبيا إلي إيطاليا ودوره في الحرب العالمية الاولى، ويتحدث عن انتصارته ويصفها بالمسرحية، ويتحدث عن فترة حكمه و يصفه بالطاغية، ويتحدث عن نهايته، وأخيراً عن تركيا الحديثة.

## عن الكتاب
الكتاب من تأليف منصور عبد الحكيم ومن نشر دار الكتاب العربي وسعره في السوق (13.5) دولار.

## إنظر أيضاً
- إعادة إستكشاف العثمانيين (كتاب)
- محمد الفاتح (كتاب)